# Soleymān (ort i Iran)
Soleymān (persiska: سلميان, Salmīān, Soleymānābād, سلیمان آباد, سلیمان) är en ort i Iran.   Den ligger i provinsen Teheran, i den norra delen av landet, 50 km väster om huvudstaden Teheran. Soleymān ligger 1 165 meter över havet och antalet invånare är 136.
Terrängen runt Soleymān är platt.Runt Soleymān är det tätbefolkat, med 849 invånare per kvadratkilometer. Närmaste större samhälle är Māhdāsht, 3,2 km nordväst om Soleymān. Trakten runt Soleymān består i huvudsak av gräsmarker.